# تپه روستای وه
تپه روستای وه مربوط به هزاره ۴ قبل از میلاد است و در گچساران، ابتدای جاده خیرآباد به دهدشت واقع شده و این اثر در تاریخ ۲۰ آبان ۱۳۷۷ با شمارهٔ ثبت ۲۱۶۱ به‌عنوان یکی از آثار ملی ایران به ثبت رسیده است.